# 巴黎地鐵10號線
巴黎地铁10号线（法語：Ligne 10 du métro de Paris）为法國巴黎地铁路网之一，于1923年通车。本线自巴黎右岸西南近郊的布洛涅-圣克卢桥，向东过塞纳河后穿过巴黎左岸中部，最终到达左岸东部的奥斯特里茨车站。

## 历史

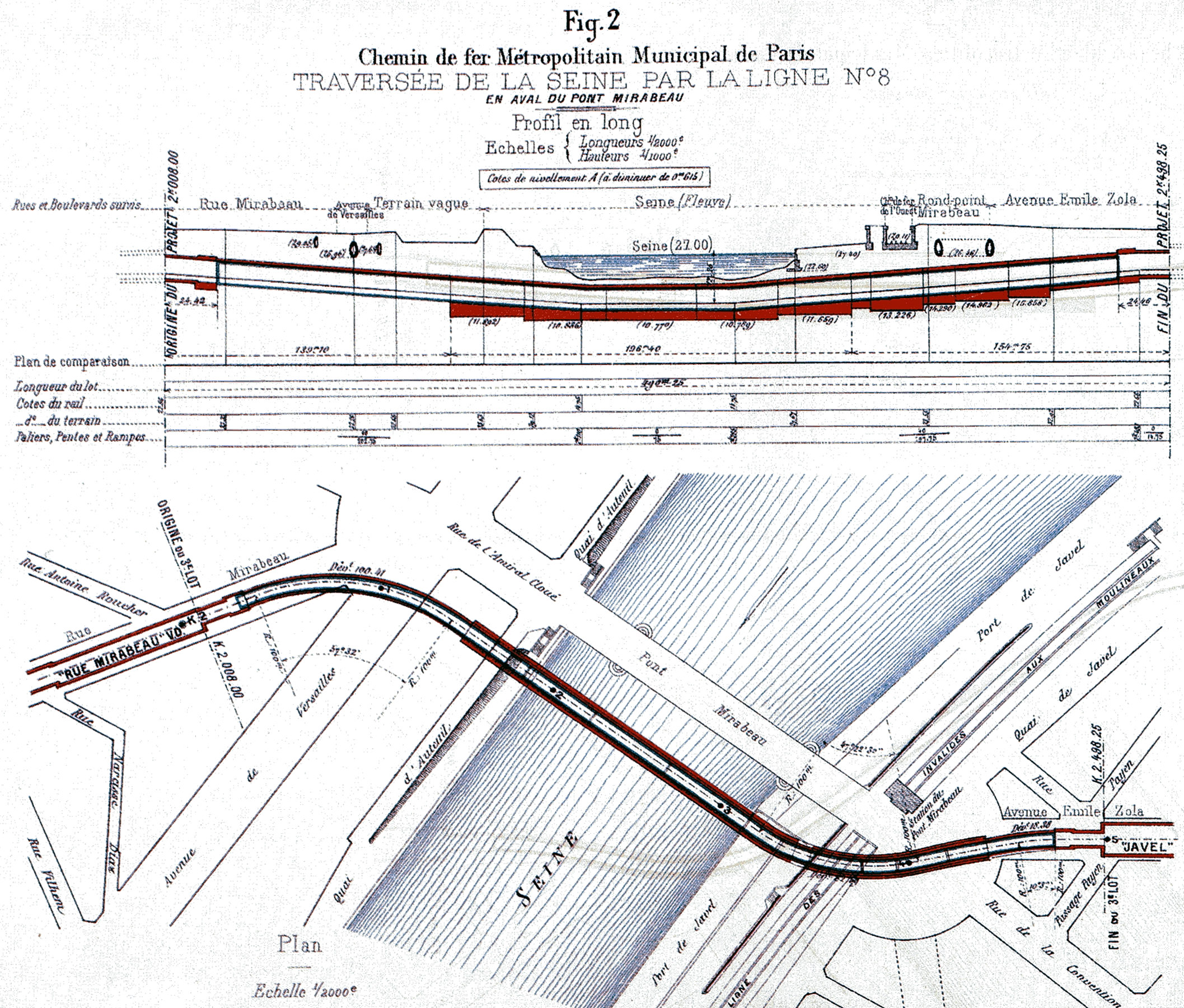
米拉博桥河底隧道

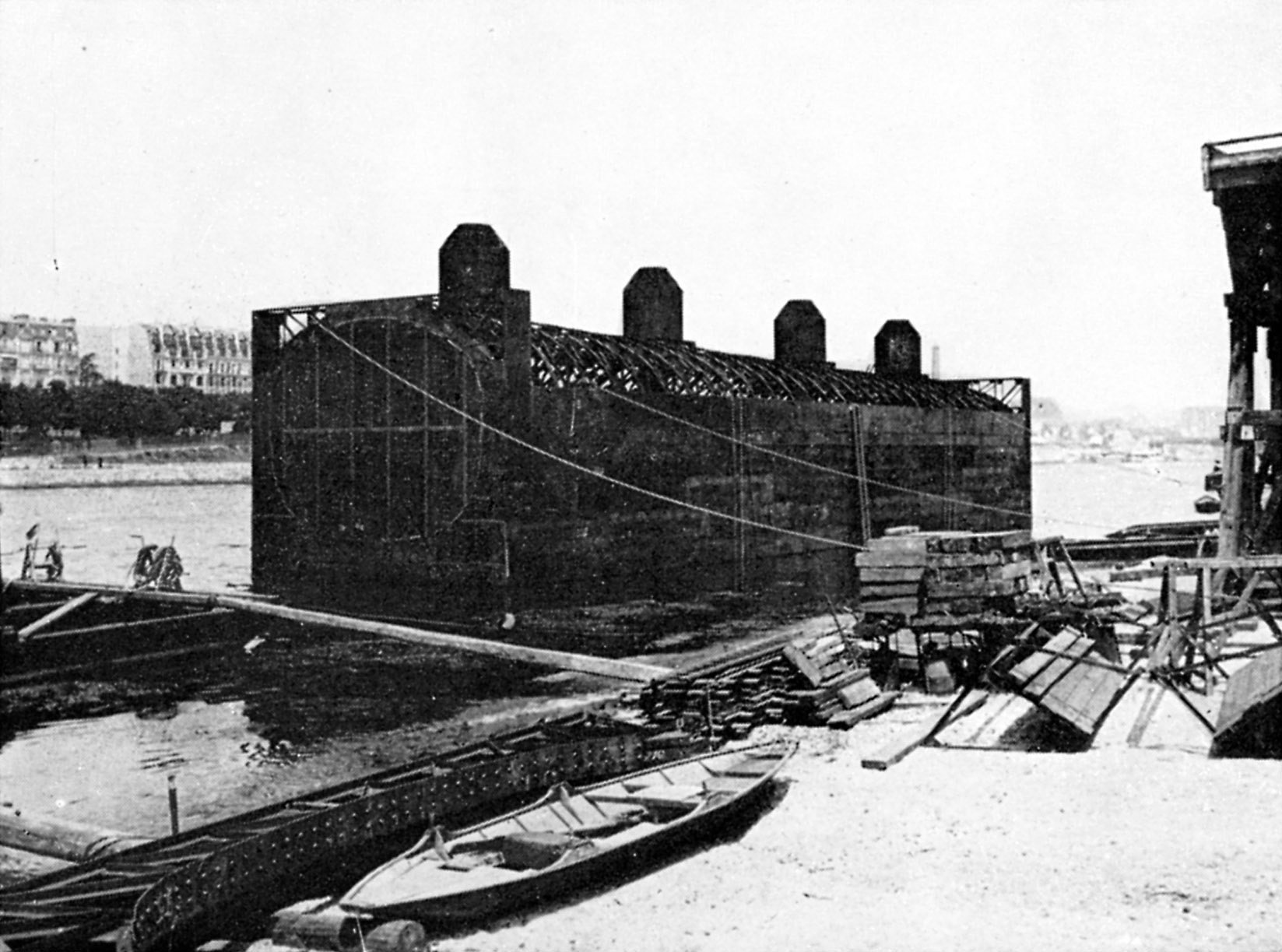
施工现场

10号线并不是巴黎地铁一期路网规划中的线路。而其线路的历史沿革也十分复杂，现时线路的西段曾为8号线的西南段，曾经的西北路段现在为13号线的一部分，而1930年代的左岸东南沿线现在是7号线的南段。
- 10号线线路上最早动工的西段为巴黎地铁一期路网中的8号线。最早的8号线被规划为连接巴黎西南部和市中心，并且根据以往7号线的经验，将开设两条分支分别前往奥特伊门和塞夫尔门（法语：Porte de Sèvres）。1913年7月13日，夏尔·米歇尔站（当时叫做美丽格勒奈尔站）和歌剧院站之间的路段建成通車。同年9月30日，奥特伊门站和美丽格勒奈尔站之间建成通車。通车的路段包括两段河底隧道，基于当时4号线修建河底隧道的经验，8号线的隧道采用沉管法，并以钻挖辅助。虽然遭到公众舆论反对，但仍然如期进行，只是由于1910年的水灾，导致竣工日期延后。
- 1907年，当局决议在荣军院修建一条贯通巴黎市中心的环线地铁，线路名定为10号线。荣军院车站地底为此修建了一个很大的环路供未来使用。但1912年，该环线计划被缩减至开往巴士底广场。次年10号线动工建设，历时7年完工，但当局认为认为这段路网可能效益不佳，因此一拖再拖，到1923年12月30日才通车。
- 10号线通车后，使用率惨不忍睹，瓦雷恩站一天仅有300人进出。但后续的延长由于和繁忙的4号线对接而显著地提高了线路的客流量，1925年3月10日，线路向东延长一站至马比永站，次年2月14日又延长至奥德昂站。
- 1920年代后期，10号线本来预定的过河路段被取消，因为其路径与正在计划过河向南延伸的另一条地铁线路－7号线相当靠近，基于客流量的考虑，当局决定让10号线与7号线对接，但止于左岸，7号线继续向南延伸。1927年，7号线塞纳河河底隧道动工兴建，但由于修建河底隧道的难度和所需时间较长，为了提高效率，10号线向左岸东南部延长。1930年2月15日，延长至意大利广场站，3月7日又延长到史瓦西门站。
- 1931年4月21日，河底隧道竣工，5天后，7号线穿越塞纳河前往左岸，而先前10號線通車的區段併入7號線，而自身则终止于于修站。
- 1937年, 为使左岸的地铁网更加均衡，巴黎地铁线路在巴黎西南进行了一个很大的调整：8号线弃用拉莫特站以西通往奥特伊门的部分，而向南延伸至巴拉站；8号线弃用的部分转给10号线使用，10号线通过一段新隧道接驳而最终变成东西向，从于修站到达奥特伊门；当时新落成的14号线（现为13号线最南段一部分）则亦通过一段新隧道接驳10号线弃用的路段，延伸至荣军院。1939年7月12日，10号线又向东延伸至奥斯特里茨车站。
- 1970年代末，为了改善西郊布洛涅的地铁交通，当局决定将10号线向西延长以分担9号线在此区间的客流。受制于地形，新修的车站都显得异常狭小。1980年10月3日，线路先延长一站至布洛涅-让·饶勒斯站，隔年10月2日，线路延伸最终完成。

## 车站列表

布洛涅-圣克卢桥站

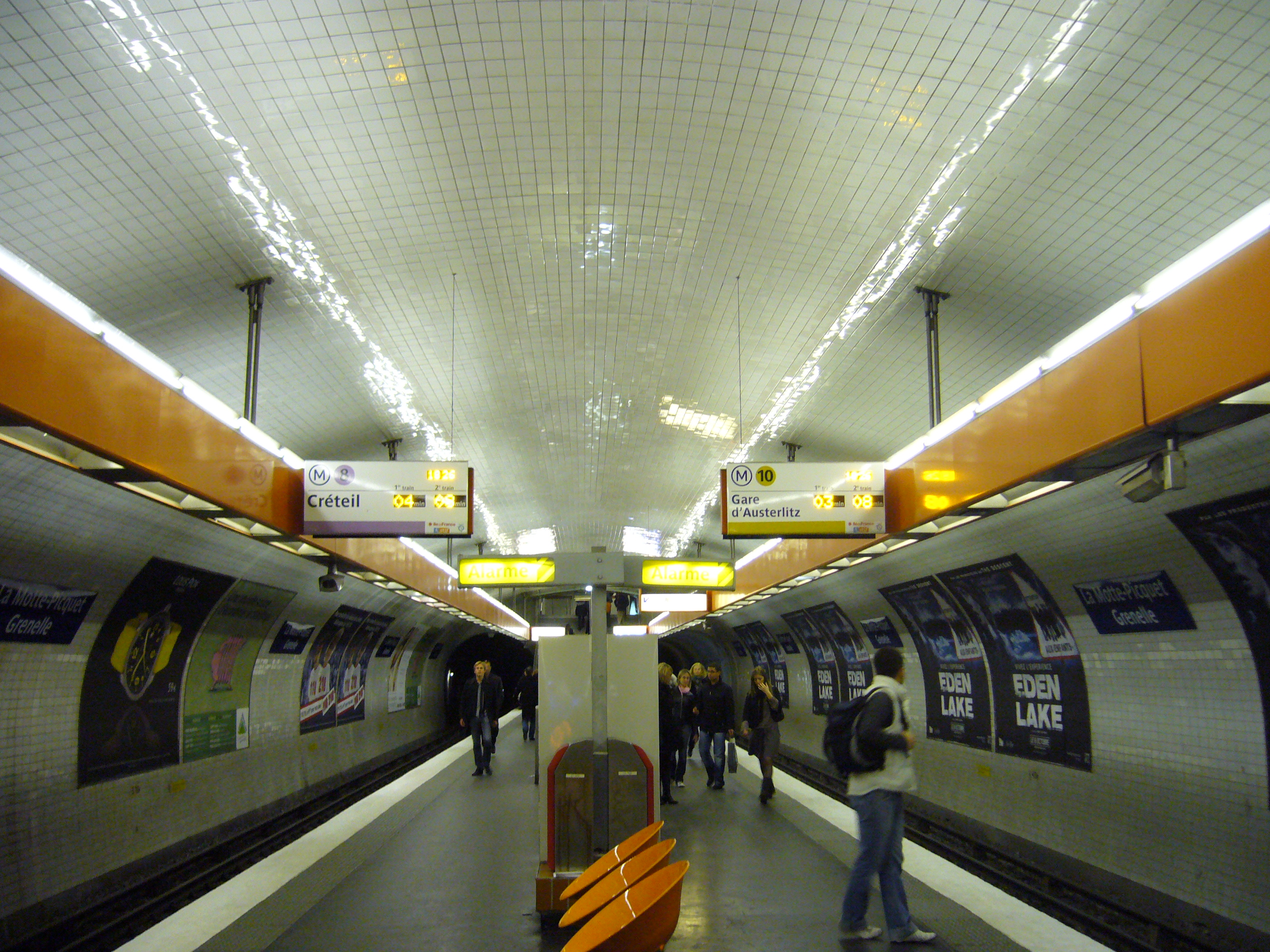
拉莫特站

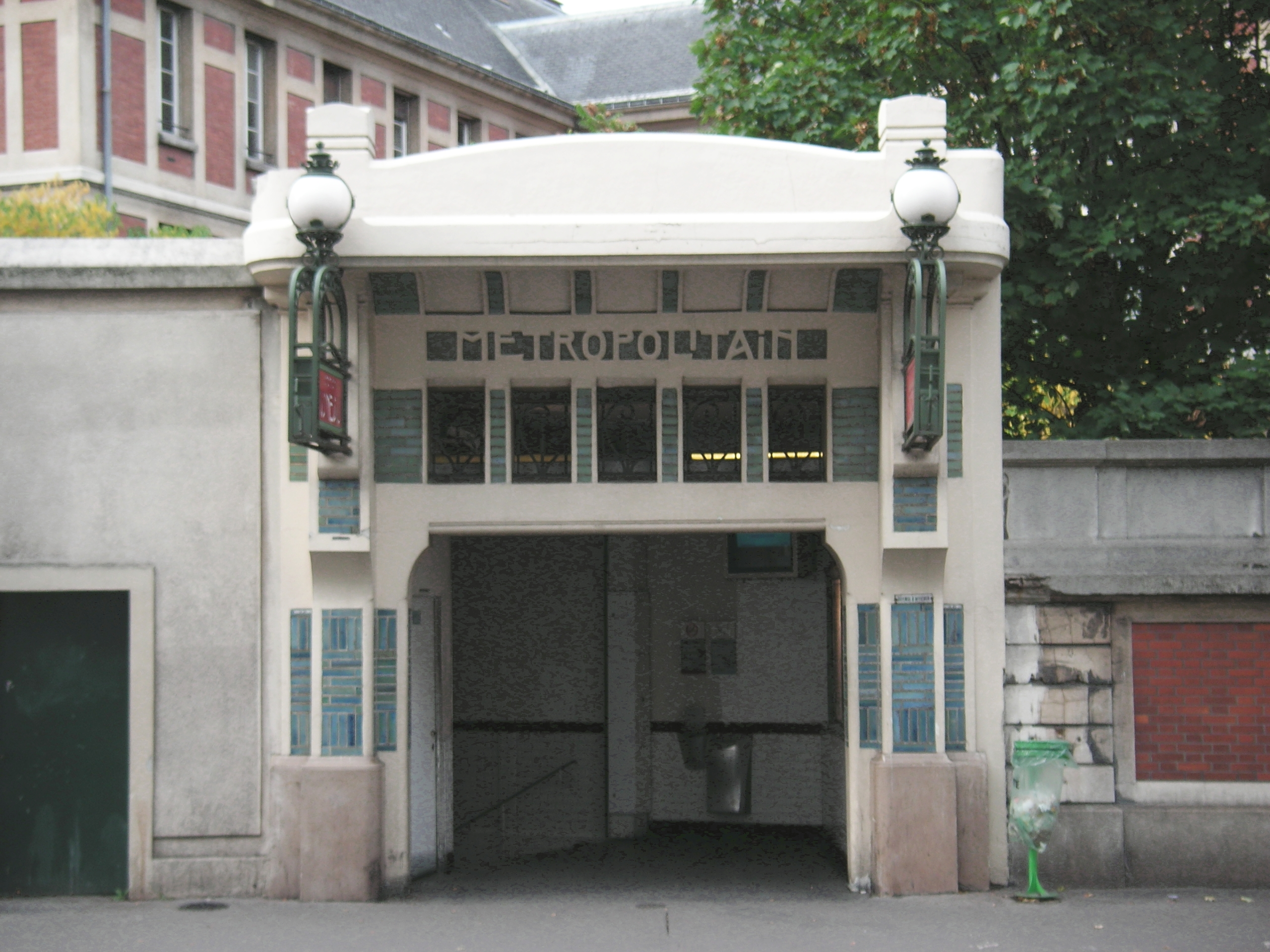
瓦诺站入口

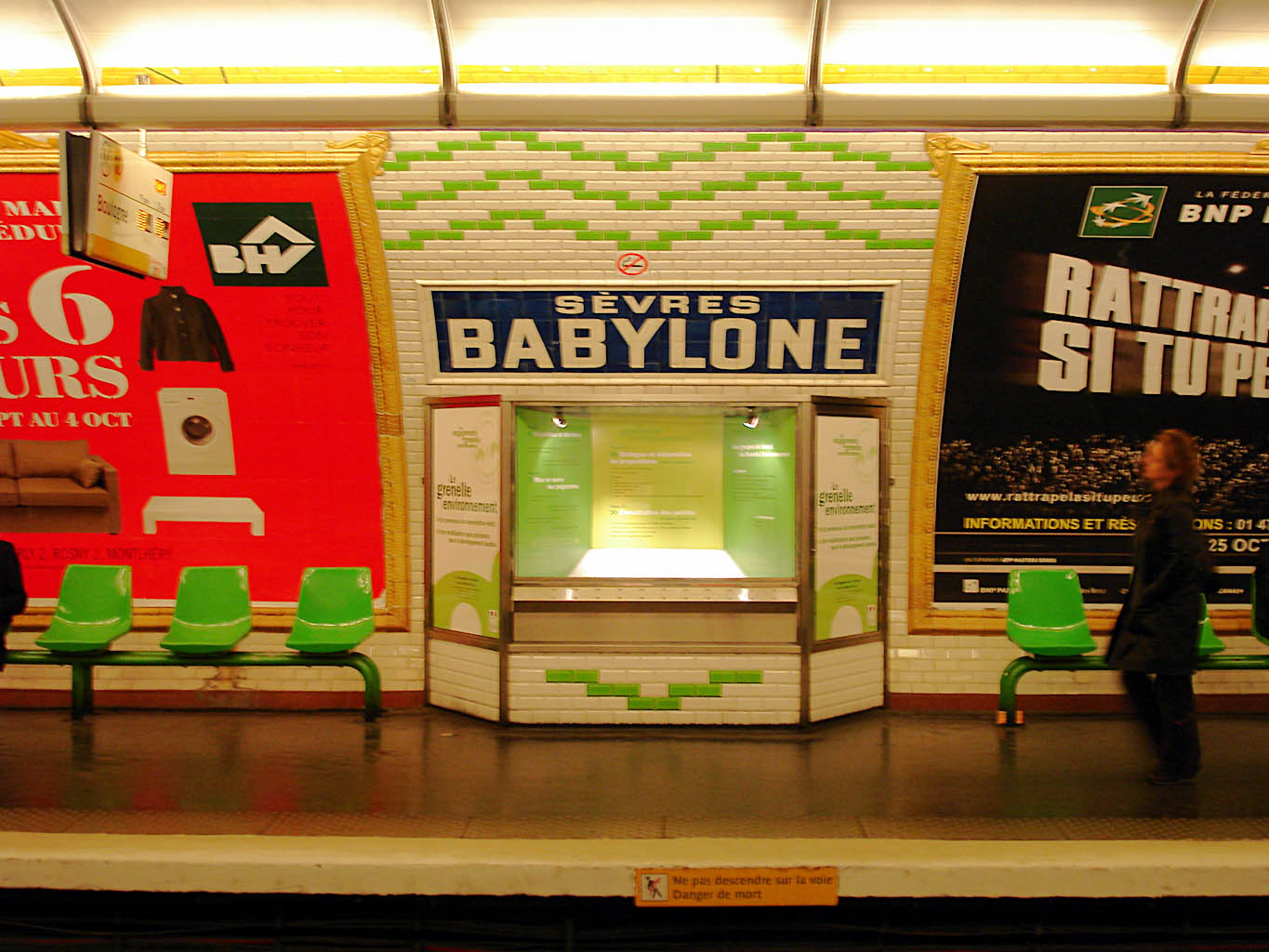
塞夫尔-巴比伦站

全線都無法無障礙通行。
| 中文站名             | 法文站名 | 轉乘路線                                                               | 所在地   | 所在地         |
| 主線                 | 主線     | 主線                                                                   | 主線     | 主線           |
| -------------------- | -------- | ---------------------------------------------------------------------- | -------- | -------------- |
| 布洛涅-聖克盧橋      |          | （聖克盧公園，出站轉乘）                                               | 上塞納省 | 布洛涅比揚古   |
| 布洛涅-讓·饒勒斯     |          | （往奧斯特里茨站）                                                     | 上塞納省 | 布洛涅比揚古   |
| 往奧斯特里茨站       |          |                                                                        |          |                |
| 米歇爾-安熱-莫利托   |          | (M) · (9)                                                              | 巴黎     | 16區           |
| 夏爾東-拉加什        |          |                                                                        | 巴黎     | 16區           |
| 米拉博               |          |                                                                        | 巴黎     | 16區           |
| 往布洛涅             |          |                                                                        |          |                |
| 奧特伊教堂           |          |                                                                        | 巴黎     | 16區           |
| 米歇爾-安熱-奧特伊   |          | (M) · (9)                                                              | 巴黎     | 16區           |
| 奧特伊門             |          |                                                                        | 巴黎     | 16區           |
| 主線                 |          |                                                                        |          |                |
| 雅弗爾-安德烈·雪鐵龍 |          | （往布洛涅）                                                           | 巴黎     | 15區           |
| 夏爾·米歇爾          |          |                                                                        | 巴黎     | 15區           |
| 埃米爾·左拉大街      |          |                                                                        | 巴黎     | 15區           |
| 拉莫特-皮凱-格勒內勒 |          | (M) · (6) · (8)                                                        | 巴黎     | 15區           |
| 塞居爾               |          |                                                                        | 巴黎     | 7區、15區      |
| 杜洛克               |          | (M) · (13)                                                             | 巴黎     | 6區、7區、15區 |
| 瓦諾                 |          |                                                                        | 巴黎     | 6區、7區       |
| 塞夫爾-巴比倫        |          | (M) · (12)                                                             | 巴黎     | 6區、7區       |
| 馬比永               |          |                                                                        | 巴黎     | 6區            |
| 奧德昂               |          | (M) · (4)                                                              | 巴黎     | 6區            |
| 克呂尼-拉索邦        |          | (RER) · (B) · (C)                                                      | 巴黎     | 5區            |
| 莫貝-醫保互助會      |          |                                                                        | 巴黎     | 5區            |
| 勒莫萬樞機           |          |                                                                        | 巴黎     | 5區            |
| 于修                 |          | (M) · (7)                                                              | 巴黎     | 5區            |
| 奧斯特里茨站         |          | 努伊特城際列車、法國城際列車、法國城際列車100%環保、TER中央-盧瓦爾河谷 | 巴黎     | 5區、13區      |

### 车站设施

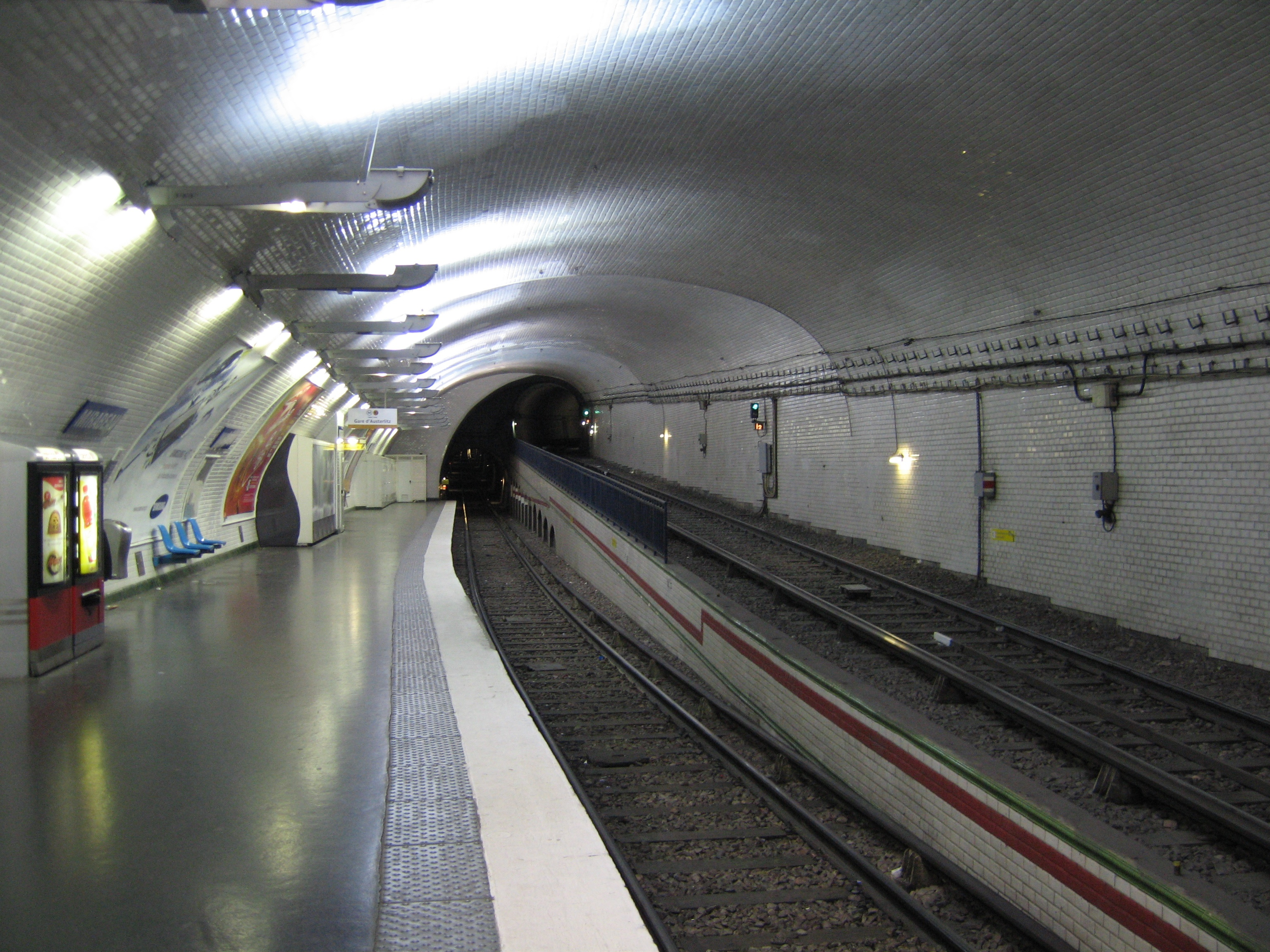
米拉博站的奇特场景

10号线全线位于地底，大部分车站设有两个侧式月台，右上左下。拉莫特-比格-格勒奈尔站为跨月台转车站，乘客在8号线北行月台和10号线东行月台之间进行换乘，而其相反方向月台均为独立的侧式月台。夏尔东-拉加什站，奥特伊教堂站和米拉博站区间列车为单向行驶，故仅设置一个侧式月台。其中米拉博站的站台上可以看到反方向轨道从右到左上坡前往奥特伊教堂，场景奇特。与9号线换乘的两个站均为岛式月台，但米歇尔-昂热-摩利托站的一条路轨接驳列车停靠的车间，而米歇尔-昂热-奥特伊站接驳9号线的路轨，故月台仅开放半边使用。奥特伊门站为旧终点站，设有双岛式月台，供列车存放和调度，其中一条路轨直通奥特伊车厂。而最西端的两个车站均为狭窄的岛式月台。
全线车站都设有自动售票机、咨询处、列车即时资讯显示器，部分车站设有残障人士设施和升降机。

### 车站曾用名
- 拉莫特-比格-格勒奈爾站在1913年11月之前叫做"拉莫特-比格站"。
- 奥特伊教堂站在1921年5月15日之前叫做"威尔海姆站"。
- 夏尔·米歇尔站在1945年7月14日之前叫做"美丽格勒奈尔站"。
- 奧斯特里茨車站在1979年彻底去除了"奥尔良"的字样, 仅保留奥斯特里茨。
- 克吕尼-巴黎大学站在1988年2月17日之前叫做"克吕尼站"，而从1939年9月至1988年2月间，该站曾处于关闭状态。

### 车站特色

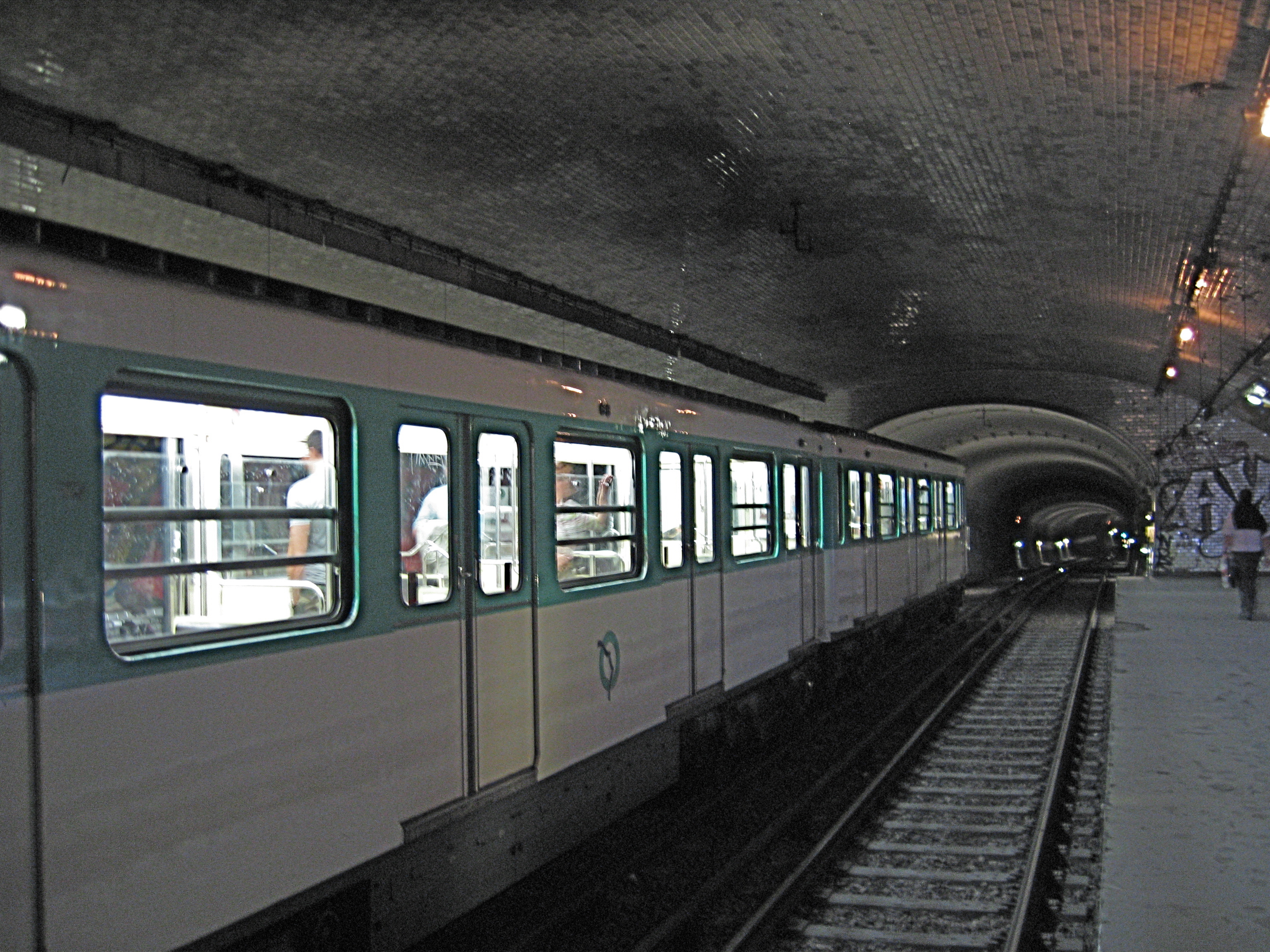
红十字站如今为幽灵车站

- 漂白水-安德烈·雪铁龙站曾经展示着雪铁龙公司及其创建者的生平照片，车站底座颜色与其1905年的徽章LOGO相吻合。不过该车站在本世纪的翻新中移除了这些装饰。
- 拉莫特-比格-格勒奈爾站的转乘通道里装饰着著名法国海军司令莫特的各种勋章，展示其彪炳的功绩。
- 塞夫尔-巴比伦站有小型的能源节约展览。
- 克吕尼-巴黎大学站以著名作家签名的拼贴画作为装饰，其包括莫里哀、维克多·雨果等人。
- 红十字站（法语：Croix-Rouge (métro de Paris)）为10号线最早的东部终点站，现为幽灵车站，1939年9月后关闭。

## 使用车型
由于历史原因，10号线的使用车型常常比较特殊。起初，10号线仅适用2节的斯普拉格-汤普森列车，后来随客流增长而增加到4节。
1950年代起，当局率先在当时较短的13号线（当时仅有北部一段）上使用比斯普拉格列车先进的新型列车－MA 51列车。1976年，13号线要进行南北互通，为了适应交通增长，遂换成了更加先进的MF 67列车，于是自1975年4月起，原先的MA 51逐步转至10号线运行，至次年6月完成。尽管经过大幅翻新，但MA 51本身在当时已显示出众多不足，于是从1988年至1994年，MA 51逐渐被淘汰，10号线开始使用从7号线支线淘汰下来的MF 67列车，因为同一时期，7号线支线恰好更新为较为现代化的MF 88列车。
今日，10号线使用MF 67列车，5节一组。

## 使用状况
10号线是巴黎地铁系统中一条次要的线路，客流量仅达到1号线的1/4，在所有地铁主线中（不包括3号线支线和7号线支线）位列最末。不过从1992年到2004年，线路的客流量还是增长了4.7%。
| 年份            | 1992 | 1993 | 1994 | 1995 | 1996 | 1997 | 1998 | 1999 | 2000 | 2001 | 2002 | 2003 | 2004 |
| 客流量 (百万人) | 39.6 | 39.4 | 39.0 | 33.5 | 35.4 | 37.9 | 38.8 | 39.7 | 41.3 | 40.0 | 40.5 | 39.6 | 41.5 |

其中，奥斯特里茨车站的客流量达873万人，居全线之首。

## 未来计划

### 西延段
有计划曾经设想将10号线向西延长两个站至圣克卢站，与巴黎路面电车2号线和远郊铁路圣拉扎尔线对接。
|  |   |  | 车站名                         | 所在地 | 转乘路线        |
|  | - |  | ------------------------------ | ------ | --------------- |
|  | o |  | 圣克卢公园 Parc de Saint-Cloud | 圣克卢 | (T) · (2)       |
|  | o |  | 圣克卢 Saint-Cloud             | 圣克卢 | [T] · [L] · [U] |

（车站名并非官方译名）
不过该计划并没有正式提交，延长方案可能最终由计划中的大巴黎快线代替。

### 东延段
近几年亦有通勤族请求将10号线向东延长过河，至里昂车站，因为长期以来，里昂车站和奥斯特里茨车站之间没有任何轨道交通相连。但由于实际地质复杂，该延长请求被接受的可能性很小。
另外一种可能性较大的延伸请求是向南延长，经十三区的核心地带后，到达伊夫里塞纳河镇，这样可以改善巴黎东南部常年轨道交通不足的问题。虽然2008年该方案并未提交给法兰西岛规划办，但当年10月，法兰西岛运输联合会 (STIF) 已着手独立研究该方案。该方案的延长线初定如下：
|  |   |  | 车站名                                                 | 所在地       | 转乘路线               |
|  | - |  | ------------------------------------------------------ | ------------ | ---------------------- |
|  | o |  | 骑士 Chevaleret                                        | 13区         | (M) · (6)              |
|  | o |  | 弗朗索瓦·密特朗图书馆 Bibliothèque François Mitterrand | 13区         | (M) · (14) · [T] · (C) |
|  | o |  | 法兰西街 Avenue de France                              | 13区         | (T) · (3)              |
|  | · |  | 伊夫里-纳尔逊-曼德拉 (可选) Ivry - Nelson-Mandela      | 伊夫里塞纳河 |                        |
|  | · |  | 伊夫里-冈贝塔广场 Ivry-Place Gambetta                  | 伊夫里塞纳河 |                        |

（车站名并非官方译名）

## 周边主要旅游景点

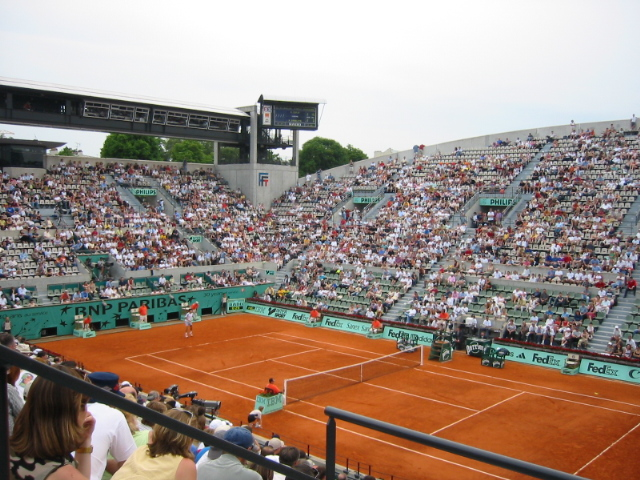
罗兰·加罗斯球场

- 罗兰·加罗斯球场
- 拉丁区
- 巴黎大学
- 中世纪国家博物馆